# Kaproni Bulgarski KB-11 Fazan
Le Kaproni Bulgarski KB-11 Fazan (en français : « Faisan ») était un avion de liaison et utilitaire monoplan bulgare des années 1940, conçu par Kaproni Bulgarski, une subsidiaire du conglomérat aéronautique italien Società Italiana Caproni.

## Conception et développement
Le prototype du Fazan vola pour la première fois en 1941. Il s'agissait alors d'un monoplan dont l'aile était placée à une hauteur comprise entre le milieu et le haut du fuselage, propulsé par un moteur en étoile Alfa Romeo 126 R.C.34 (en) de 750 ch (559 kW). Il était équipé d'un train d'atterrissage conventionnel fixe, doté d'une roulette de queue. Les essais en vol de ce prototype démontrèrent que l'avion était instable et avait le nez trop lourd pendant les phases de vol en palier. Il était également considéré comme peu sûr pendant les atterrissages forcés. Par analogie avec le Bossu de Notre-Dame, le prototype gagna rapidement le surnom peu flatteur de « Quasimodo ».
Le deuxième prototype fut redessiné avec une aile haute, un train d'atterrissage révisé et un nouveau vitrage de cockpit, mais conservait le moteur et l'hélice tripale à pas fixe du premier prototype. Cet avion revu passa avec succès l'épreuve des essais en vol, et la production d'une petite série de six avions similaires, désignés KB-11-I, suivit peu après. Pendant que ce premier lot d'avions était produit, une version encore revue fut produite, le KB-11-I. Elle tirait avantage de la disponibilité en grande quantité de moteurs Bristol Pegasus produits sous licence par l'entreprise polonaise PZL, capturés par les Allemands pendant la campagne de Pologne. L'avion recevait alors un Pegasus XXI, entraînant une hélice bipale en bois, et le vitrage de son cockpit fut encore modifié. Cette dernière version fut renommée « Fazan » et produite en série à hauteur de 43 exemplaires.

## Carrière opérationnelle
Le KB-11 fut utilisé pour remplacer les Letov Š-328 et PZL.43 dans les escadrons de reconnaissance aérienne à courte distance de la force aérienne bulgare, équipant quatre unités. Les Fazans furent utilisés pendant l'opération Schwartz — aussi connue sous le nom de « cinquième offensive » —, une opération conjointe des Italiens, des Allemands et des Bulgares contre les Partisans yougoslaves de Tito en Serbie, en 1943,. Après l'armistice de la Bulgarie avec l'Union soviétique et la déclaration de guerre à l'Allemagne en septembre 1944, la force aérienne bulgare fut utilisée comme soutien des forces terrestres bulgares en Serbie et Macédoine, qui se battaient contre leurs anciens alliés. Les unités équipées de KB-11 ne furent que peu employées pendant cette offensive, probablement en raison de la similarité de l'avion avec le Henschel Hs 126 allemand,.
En 1947, trente KB-11 furent transférés vers la Yougoslavie, dans le cadre de réparations de guerre faisant suite à la signature des traités de paix de Paris. Ils furent utilisés comme avions d'entraînement, de liaison et de remorquage de cibles. Les ailes en bois furent remplacées par des modèles en métal par Ikarus, permettant au KB-11 de rester en service en Yougoslavie jusqu'en 1958.

## Versions
- Premier prototype : Avion à aile médiane/haute, dont la stabilité était médiocre et le maniement assez risqué ;
- KB-11-I : Deuxième prototype, à aile haute, corrigeant la plupart des défauts du premier prototype, mais conservant le moteur Alfa Romeo 126 R.C.34 (en) de 750 ch (559 kW) et l'hélice tripale du premier avion. Il fut produit à six exemplaires ;
- KB-11-II : Dernière version, recevant quelques améliorations et des moteurs Bristol Pegasus produits sous licence par PZL et équipés d'une hélice bipale en bois. Il fut produit à 43 exemplaires[2].

## Utilisateurs
- Bulgarie :
  - Force aérienne bulgare.
- Yougoslavie :
  - Force aérienne de la république fédérative socialiste de Yougoslavie (en).

### Articles
- (en) Dénes Bernád, « Balkan Birds: Thirty-Five Years of Bulgarian Aircraft Production: Part Two », Air Enthusiast, Stamford, Lincs, Royaume-Uni, Key Publishing, no 96,‎ novembre/décembre 2001, p. 10–17 (ISSN 0143-5450).
- (en) William Green et Gordon Swanborough, « Balkan Interlude: The Bulgarian Air Arm in WWII », Air Enthusiast, Stamford, Lincs, Royaume-Uni, Key Publishing, no 39,‎ mai–août 1989, p. 58–74 (ISSN 0143-5450).